# Saint-Vincent-le-Paluel
Saint-Vincent-le-Paluel település Franciaországban, Dordogne megyében. Lakosainak száma 293 fő (2022. január 1.). Saint-Vincent-le-Paluel Sainte-Nathalène, Sarlat-la-Canéda, Carsac-Aillac, Calviac-en-Périgord és Prats-de-Carlux községekkel határos.

## Népesség
A település népessége az elmúlt években az alábbi módon változott:
| Lakosok száma | 114  | 121  | 151  | 246  | 269  | 267  | 276  | 287  | 293  | 293  |
|               | 1968 | 1982 | 1990 | 2006 | 2013 | 2015 | 2017 | 2019 | 2020 | 2022 |